# Som fugle i bur
|  | Denne artikel er oprettet af botten PalnaBot ud fra en ekstern database. Den kan derfor have sproglige fejl eller mangler. Denne skabelon kan fjernes efter kontrol af indholdet. |

Som fugle i bur er en film instrueret af Lizzi Weischenfeldt efter eget manuskript.

## Handling
Ivana og Dalibor er to små skæbner blandt mange i det tidligere Jugoslavien. De bor midlertidigt i en flygtningelejr og har oplevet tre år med krig og rædsler. De har mistet forældre, familie og søskende. De venter hele tiden, og de er vant til at vente og vente, og de drømmer om uddannelse, familie og en fremtid, men er der nogen? Børnene fortæller om stort og småt, om børnehjem, en anderledes barndom og manglende evne til at koncentrere sig i skolen, om krigsoplevelser og smertelig erindring. Filmen er 1. del af trilogien om krigens børn. Se også Krig er ikke for børn og En fremmed fugl.